# Yoshiteru Yamashita
Yoshiteru Yamashita (jap. 山下芳輝 Yamashita Yoshiteru?; ur. 21 listopada 1977 w Fukuoce) – japoński piłkarz, grający podczas kariery na pozycji napastnika.

## Kariera klubowa
Pierwszym klubem piłkarskim w karierze Yoshiteru Yamashity była Avispa Fukuoka, do którego trafił w 1996. W J.League zadebiutował 16 marca 1996. W latach 2001–2003 był zawodnikiem klubu Vegalta Sendai, a 2004-2006 Kashiwy Reysol. W 2005, kiedy to Kashiwa spadła z J.League Yamashita był wypożyczony do klubu Omiya Ardija. Ostatnie lata kariery spędził w trzecioligowych klubach: Tochigi SC i FC Ryukyu, w którym zakończył karierę w 2010.
| Sezon | Klub           | Kraj    | Rozgrywki             | Mecze | Bramki |
| ----- | -------------- | ------- | --------------------- | ----- | ------ |
| 1996  | Avispa Fukuoka | Japonia | J.League              | 19    | 2      |
| 1997  | Avispa Fukuoka | Japonia | J.League              | 13    | 3      |
| 1998  | Avispa Fukuoka | Japonia | J.League              | 32    | 0      |
| 1999  | Avispa Fukuoka | Japonia | J.League              | 25    | 6      |
| 2000  | Avispa Fukuoka | Japonia | J.League              | 8     | 3      |
| 2001  | Avispa Fukuoka | Japonia | J.League              | 21    | 6      |
| 2002  | Vegalta Sendai | Japonia | J.League              | 30    | 10     |
| 2003  | Vegalta Sendai | Japonia | J.League              | 29    | 4      |
| 2004  | Kashiwa Reysol | Japonia | J.League              | 13    | 0      |
| 2005  | Kashiwa Reysol | Japonia | J.League              | 9     | 1      |
| 2005  | Omiya Ardija   | Japonia | J.League              | 5     | 0      |
| 2006  | Kashiwa Reysol | Japonia | J2.League             | 5     | 0      |
| 2007  | Tochigi SC     | Japonia | Japan Football League | 28    | 6      |
| 2008  | FC Ryukyu      | Japonia | Japan Football League | 31    | 6      |
| 2009  | FC Ryukyu      | Japonia | Japan Football League | 30    | 9      |
| 2010  | FC Ryukyu      | Japonia | Japan Football League | 32    | 4      |

## Kariera reprezentacyjna
W reprezentacji Japonii Yoshiteru Yamashita zadebiutował w 4 czerwca 2001 w meczu z Brazylią w Pucharze Konfederacji, na którym zajęła drugie miejsce. Drugi i zarazem ostatni raz w reprezentacji Yamashita wystąpił 16 kwietnia 2003 w towarzyskim meczu z Koreą Południową.
| Mecze i gole w reprezentacji | Mecze i gole w reprezentacji | Mecze i gole w reprezentacji | Mecze i gole w reprezentacji | Mecze i gole w reprezentacji | Mecze i gole w reprezentacji | Mecze i gole w reprezentacji |
| #                            | Data                         | Miasto                       | Przeciwnik                   | Gol                          | Wynik                        | Rozgrywki                    |
| ---------------------------- | ---------------------------- | ---------------------------- | ---------------------------- | ---------------------------- | ---------------------------- | ---------------------------- |
| 1.                           | 04.06.2001                   | Ibaraki                      | Brazylia                     |                              | 0:0                          | Puchar Konfederacji 2001     |
| 2.                           | 23.04.2003                   | Seul                         | Korea Południowa             |                              | 1:0                          | towarzyski                   |